# Telescópio espacial Spitzer
O telescópio espacial Spitzer foi inicialmente denominado de SIRTF, que significa Space Infrared Telescope Facility. Lançado ao espaço por um foguete Delta II da Estação da Força Aérea de Cabo Canaveral, Estado da Flórida em 25 de agosto de 2003 e aposentado dia 30 de janeiro de 2020.
Trata-se de um telescópio norte-americano  lançado pela NASA e gerenciado pelo Jet Propulsion Laboratory - JPL.
Com uma missão inicial de 2,5 anos, o Spitzer deve obter imagens e espectros obtidos pela detecção de radiação infravermelha ou de calor, que os objetos do espaço irradiam no comprimento de ondas entre 3 a 180 micrômetros. 1 micrômetro corresponde a 1 milionésimo de metro.
Como a maioria das radiações infravermelha é bloqueada pela atmosfera da Terra elas não podem ser observadas de sua superfície.
O telescópio consiste em uma estrutura tubular de 85 cm de diâmetro, que é resfriado criogenicamente.
Spitzer é um instrumento muito sensível, que permite observar regiões do Universo antes não observadas pelos telescópios terrestres.
Muitas áreas do espaço estão cheias de nuvens de gás e de poeira que bloqueiam a luz visível. A radiação infravermelha consegue passar por estas nuvens e permite observar estrelas em formação, o centro das galáxias e a formação de novos sistemas solares.
A luz infravermelha transporta informações sobre os objetos mais frios do espaço, tal como uma pequena estrela que produz pouca luz visível, planetas extra-solares e grandes nuvens moleculares. Muitas moléculas estão dispersas no espaço, incluindo as orgânicas, podem ser detectadas pelo telescópio.
Como o infravermelho é basicamente uma radiação de calor, o telescópio deve ser esfriado próximo ao zero absoluto, ou seja a -273º Celsius, para poder observar sinais do espaço sem sofrer a interferência do calor do próprio telescópio.
Também ele deverá ser protegido do Sol e das radiações infravermelhas provenientes da Terra. Para fazer tudo isso o telescópio Spitzer leva um escudo solar e foi lançado em uma órbita distante da Terra. Assim o telescópio pode se esfriar rapidamente sem ter que transportar uma grande quantidade de criogênio, reduzindo o custo da missão.
O Spitzer faz parte do programa da NASA denominado de Programa Astronômico de Pesquisa das Origens' - Astronomical Search for Origins Program. Ele foi criado para obter informações do espaço a fim de entender as origens do universo, como as estrela e galáxias se formaram.
O telescópio Spitzer é a última missão da NASA pertencente aos Grandes Observatórios Espaciais-  Great Observatories Program, consistindo numa família de Quarto Observatórios Orbitais, cada um observando o Universo em um comprimento diferente de onda, como a luz visível, raios gama, raios-X e o infravermelho.
As outras missões relacionados a este programa são:
Hubble - Telescópio Espacial Hubbe
Chandra - Observatório de Raio-X
Compton - Observatório de Raios Gama

## Origem do nome Spitzer
O nome do telescópio veio de um renomado astrofísico norte-americano, Lyman Spitzer. Considerado um dos maiores cientistas do século XX, fez grandes contribuições no campo da dinâmica estelar, do plasma, da fusão termonuclear e da astronomia em geral.
Foi a primeira pessoa a sugerir a colocação de telescópios no espaço e fez vários esforços para o desenvolvimento do telescópio orbital Hubble.

## Objetivo da missão

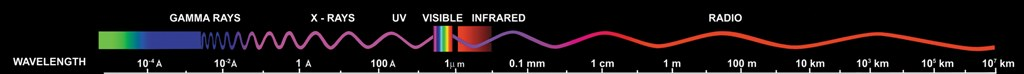
Espectro eletromagnético

O telescópio especial da NASA Spitzer consiste em uma nova plataforma de exploração do Universo pesquisando pela radiação infravermelha. Os astrônomos procuram por ela, pois trata-se de uma janela que permite observar as partes ocultas do Universo.
Auxilia na pesquisa da origem e da composição de planetas distantes pelo infravermelho, no qual pode revelar a composição destes objetos fora do nosso sistema solar, bem como de detectar o material que esteja formando mundos em torno de outras estrelas.
Da mesma forma os astrônomos poderão estudar as estrelas e seu desenvolvimento, dos estágios inicias de sua formação no coração das nuvens de gás até seus dias finais quando explodem e morrem. Em grande escala os astrônomos podem pesquisar distantes galáxias individualmente ou coletivamente expandindo o conhecimento geral do Universo.

## Resumo dos dados técnicos sobre o telescópio
Data de lançamento: 25 de agosto de 2003.
Veículo lançador: Delta II 7920H modelo ELV
Local de Lançamento: Cabo Canaveral, estado da Flórida.
Tempo de vida útil estimada: mínimo de 2.5 anos.
Tempo de vida estendida: 5 anos ou mais.
Tipo de órbita: Perseguindo a Terra, órbita heliocêntrica.
Encalço planetário: 1 arcsec / seg.
Faixa eletromagnética visada: de 3 a 180 Micrômetros.
Telescópio: diâmetro de 85 cm. (33.5 polegadas).
Distância focal: f / 12
Tipo de material constituínte: Liga leve de berílio.
Temperatura de funcionamento: esfriado a menos de 5,5 Kelvin.
Limite da difração da lente: 6.5 micrômetros.
Capacidades do telescópio
Câmera imageadora/fotometria: de 3 a 180 micrômetros.
Espectroscopia: de 5 a 40 micrômetros.
Espectrofotometria: de 50 a 100 micrômetros;
Massas
Massa total: 950 kg .(2.094 libras)
Massa do observatório: 851.5 kg.
Massa do invólucro: 6.0 kg.
Massa de hélio: 50.4 kg.
Propelente: nitrogênio com 15.6 kg de capacidade.
Volumes
Elemento criogênico: hélio líquido.
Volume do criogênio:  360 litros. (95 galões)

## A nave espacial Spitzer

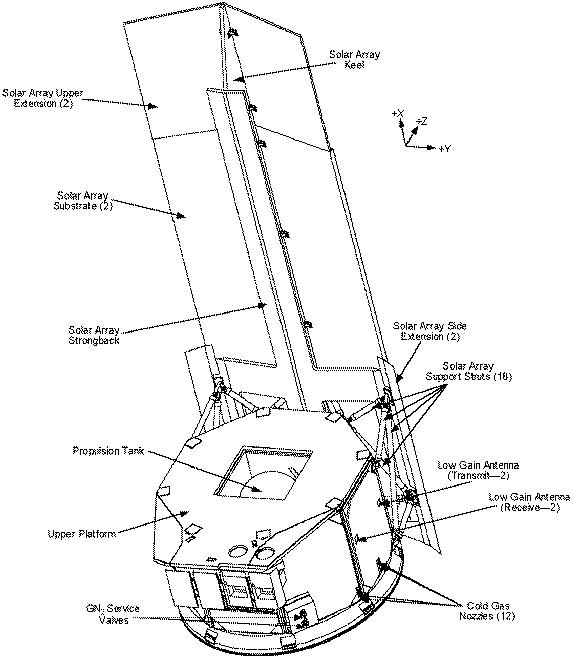
Desenho esquemático da base e dos painéis solares

No telescópio espacial Spitzer quando se refere ao compartimento quente do observatório, isso inclui a base de apoio do seu painel solar, a base do telescópio e os componentes montados no seu interior que fornecem as funções de engenharia do sistema. Esses componentes incluem: os painéis solares, a unidade de gerenciamento de comandos, o sistema de controle de reação, o sistema de telecomunicações, a geração de energia e seus subsistemas, o sistema de mira do telescópio e o sistema de controle de navegação.
A nave espacial consiste em uma estrutura octogonal onde está localizada a parte de aviônica do conjunto, um painel solar que serve de escudo térmico ao corpo do telescópio, impedindo-o que receba diretamente os raios do Sol. Todas as comunicações com o Spitzer são feitos através da Deep Space Network da NASA.

### Base do telescópio

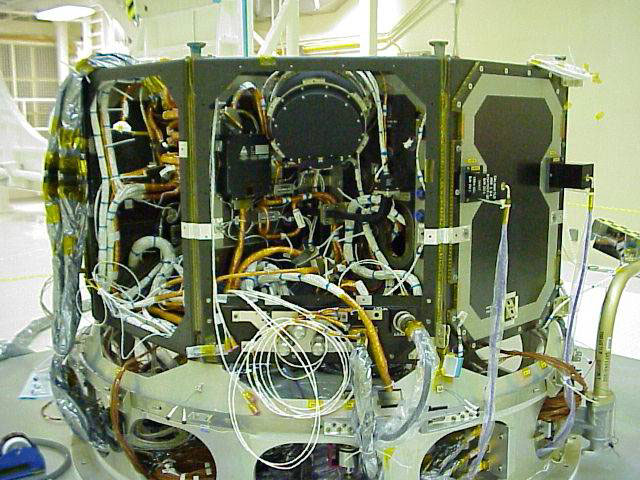
Montagem da base do telescópio

O corpo principal do Spitzer consiste em uma estrutura octogonal na qual estão embutidos a aviônica e os instrumentos científicos que não necessitam ser refrigerados a baixas temperaturas.  Esta estrutura fornece energia elétrica para os equipamentos científicos, orienta e estabiliza a mesa do telescópio, obtém, comprime e guarda os dados coletados para posterior envio ao controle da terra, armazena e executa comandos enviados da Terra e cuida das comunicações com a Terra.
Esta estrutura é composta por nove baias. São quatro módulos centrais e quatro módulos laterais. Dois conjuntos de trocadores de calor se intercalam com seis conjuntos que contém os diversos instrumentos e todos lotam oito das baias. Os equipamentos estão dentro destes  módulos e estes são juntados e fixados uns com os outros a fim de garantir rigidez estrutural à base do telescópio. O centro do todo o conjunto é acessível pelo topo.

### A estrutura de apóio dos painéis solares

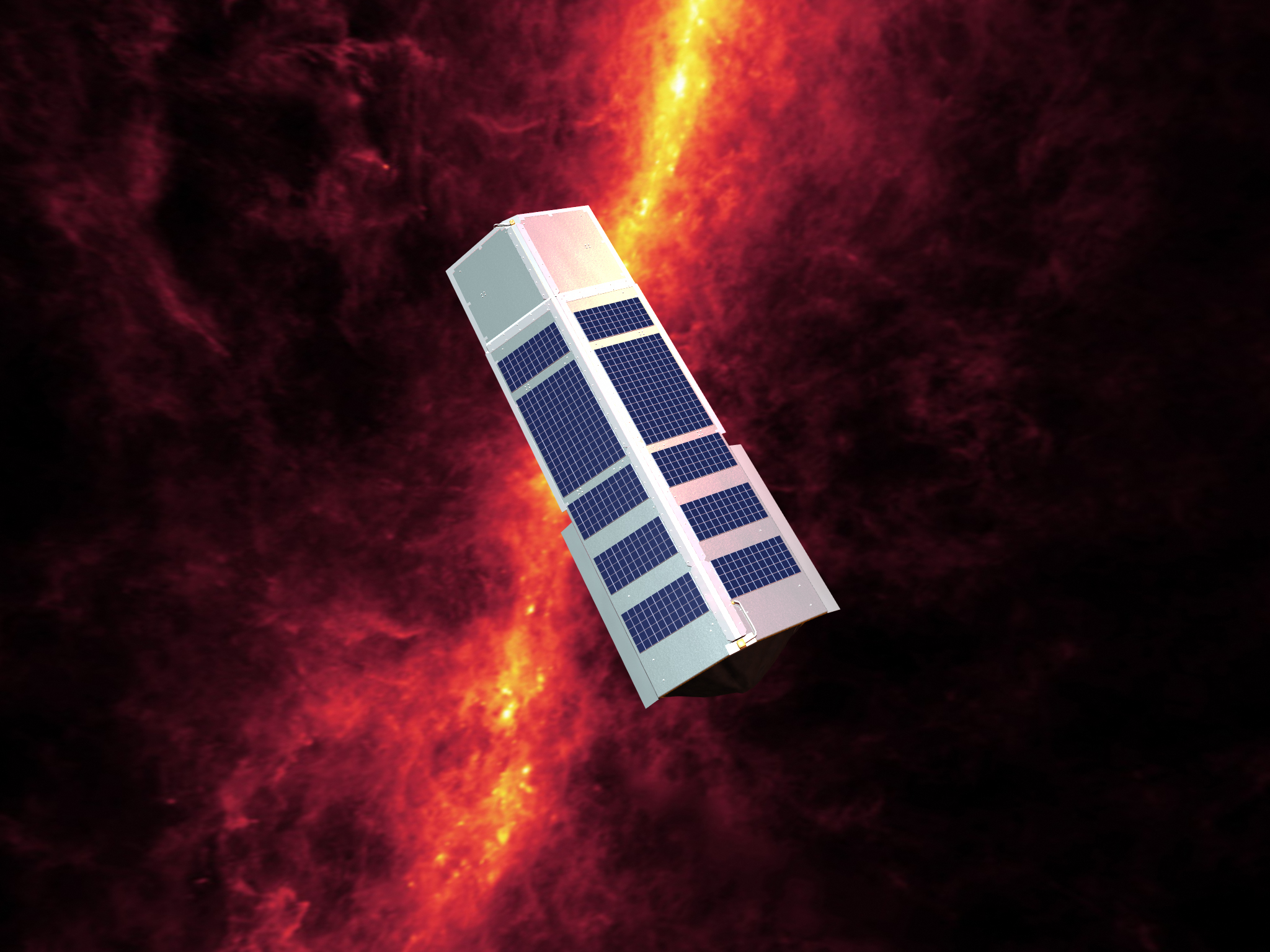
Concepção artística dos painéis solares visto do espaço

Os painéis solares são destinados a fornecer energia elétrica necessária para operar o telescópio Spitzer por um período, se possível, superior a 5 anos.
A estrutura de sustentação dos painéis solares é composta de dois painéis cada um com 392 células solares. Cada célula com 5,5 cm por 6,5 cm de tamanho. Apesar destas células poderem fornecer um total de 427 Watts de energia, o telescópio não pode ficar inclinado mais de 120º do Sol, senão ele não consegue iluminar as células solares.
O painel solar possui sua área coberta por células solares em 50 por cento de sua área. Os outros 50% são compostos por material que reflete a luz do Sol. Este material refletor reduz a temperatura do painel solar para uns 330 Kelvin.
O aspecto cuneiforme do painel solar é para que ele funcione como um escudo solar para o telescópio a fim de melhorar sua isolação térmica.

## A parte criogênica do Spitzer

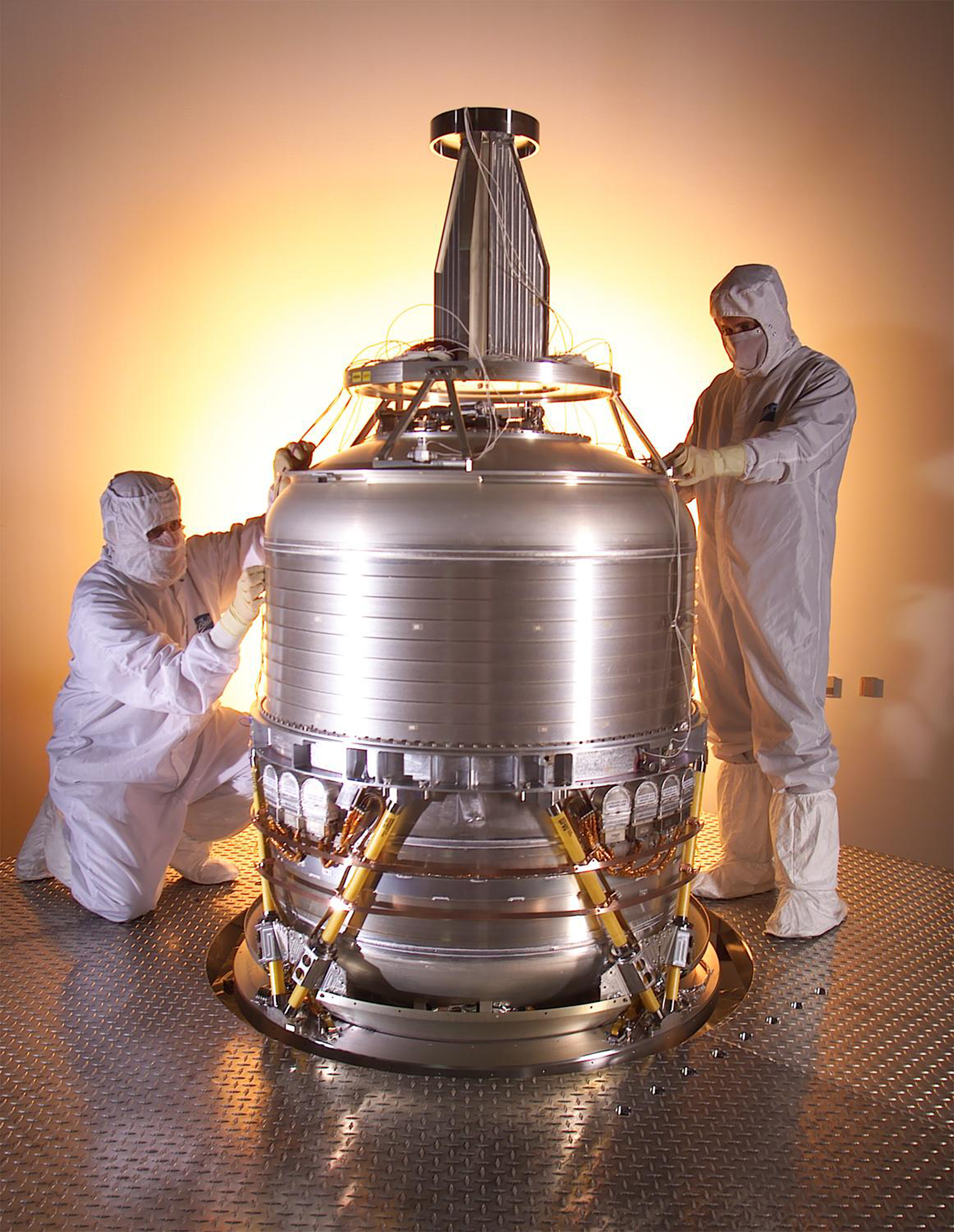
O CTA sendo preparado para testes de vibração

O Spitzer's Cryogenic Telescope Assembly (CTA) consiste na montagem de quatro partes principais:
- O criostato que mantém o hélio superfluido.
- O telescópio de 85 cm feito pela Ritchey-Chrétien em material leve.
- O invólucro que envolve o telescópio e sua base
- E a câmara de múltiplos instrumentos, que contém os instrumentos científicos.

Todas as quatro partes constituem a parte fria do CTA. O CTA é mecanicamente montado, para ser termicamente isolado do resto da nave especial, por meio de material de baixa condutividade térmica e por escudos de radiação térmica.
Os painéis solares da nave especial servem de escudo para bloquear que o CTA receba os raios do Sol o tempo todo e assim ajude a manter o CTA o mais frio possível.

## O telescópio Spitzer

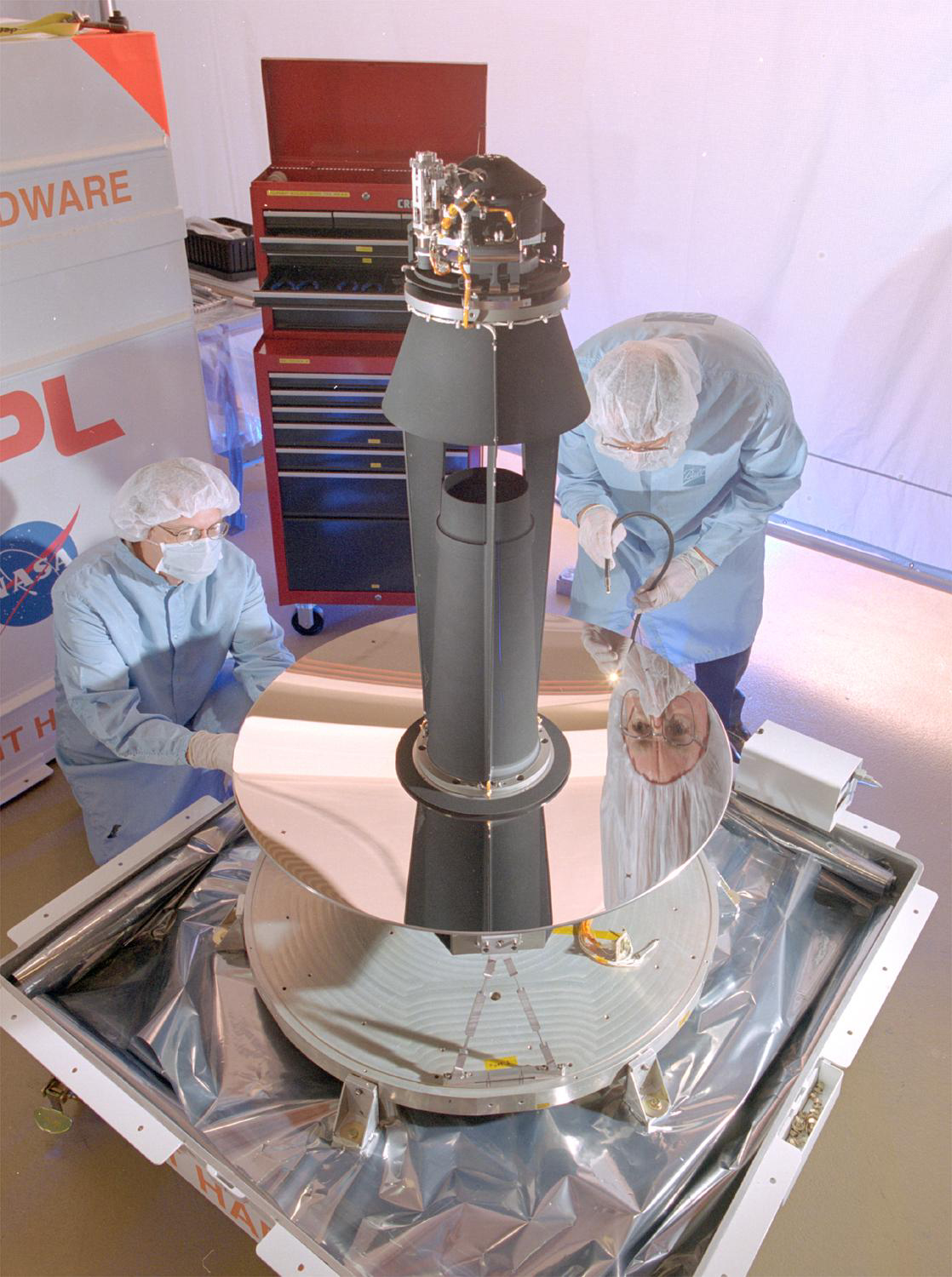
Corpo do telescópio

O telescópio Spitzer contém um refletor feito em material leve, projetado pela Ritchey-Chrétien. Tem uma massa menor que 50 kg e foi projetado para operar em uma temperatura extremamente baixa.
O telescópio tem 85 cm de diâmetro de abertura. Todas as suas partes constituintes, exceto a base de suporte do espelho, são feitos de uma liga leve de berílio. O berílio é um material muito resistente e é um bom material para ser usado na construção de telescópios de infravermelho, porque tem baixa absorção de calor a baixas temperaturas.
O telescópio é montado no topo do condensador de vapor de hélio criogênio a vácuo, que contém e mantém os instrumentos científicos em temperatura muito baixa.
A filosofia do projeto deste telescópio é baseada nas seguintes diretrizes:
- Maximizar o uso de materiais que sejam muito resistentes em relação a sua densidade, com alta condutividade térmica e com baixo calor criogênio específico.
- Construir todo o telescópio usando sempre o mesmo material para prevenir problemas com a diferença de expansão térmica entre materiais distintos e montar o telescópio que seja o mais estável possível.
- Desenvolver um projeto que minimize o máximo possível, o tamanho das peças de maior tamanho do telescópio.
- Tentar executar o projeto mais simples possível, para minimizar o número de componentes, a fim de reduzir tempo de execução, de custos de projeto, de fabricação e de montagem do telescópio.

## Câmara de múltiplo instrumentos

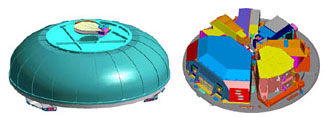
Diagrama da câmara que contém os instrumentos científicos

A Câmara de múltiplo instrumentos consiste em um compartimento resfriado do telescópio Spitzer contém três instrumentos científicos que são o IRAC, o IRS e o MIPS, bem como os sensores de calibração responsável por parte do direcionamento do telescópio.
A câmara que contém os múltiplos instrumentos foi construída para ser compactada para que não passasse luz, a menos a permitida para ser detectada diretamente pelos instrumentos. A câmara tem 84 cm de diâmetro por 20 cm de altura. Sua placa de base e cobertura é feita em alumínio e está montado diretamente sobre o tanque de hélio.

### Câmera de cobertura do infravermelho
O Infrared Array Camera (IRAC) é um dos três instrumentos científicos que tem a finalidade de tirar fotos, de comprimentos de ondas juntas e próximas ao infravermelho. A finalidade geral desta câmera é a de observar uma grande variedade de corpos celestes.
O IRAC consiste em uma câmera de quarto canais que fornecem simultaneamente imagens de 5,12 x 5,12 arco minuto, com comprimento de ondas de 3,6; 4,5; 5,8, e 8 micrômetros. 
Cada um dos quatro detectores apresenta o tamanho de 256 x 256 pixels. O IRAC utiliza dois conjuntos de detectores. Dois canais captam ondas curtas e montam uma imagem composta de dois detectores, constituídos um de índio e o outro de antimônio.
Os dois canais que detectam ondas de médio comprimento usam detector de silício que foi especialmente tratado com arsênico. Esta é a única parte móvel do IRAC.

### Câmera espectrográfica de infravermelho

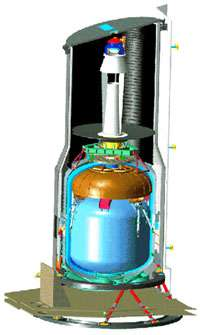
Corte esquemático do corpo do telescópio

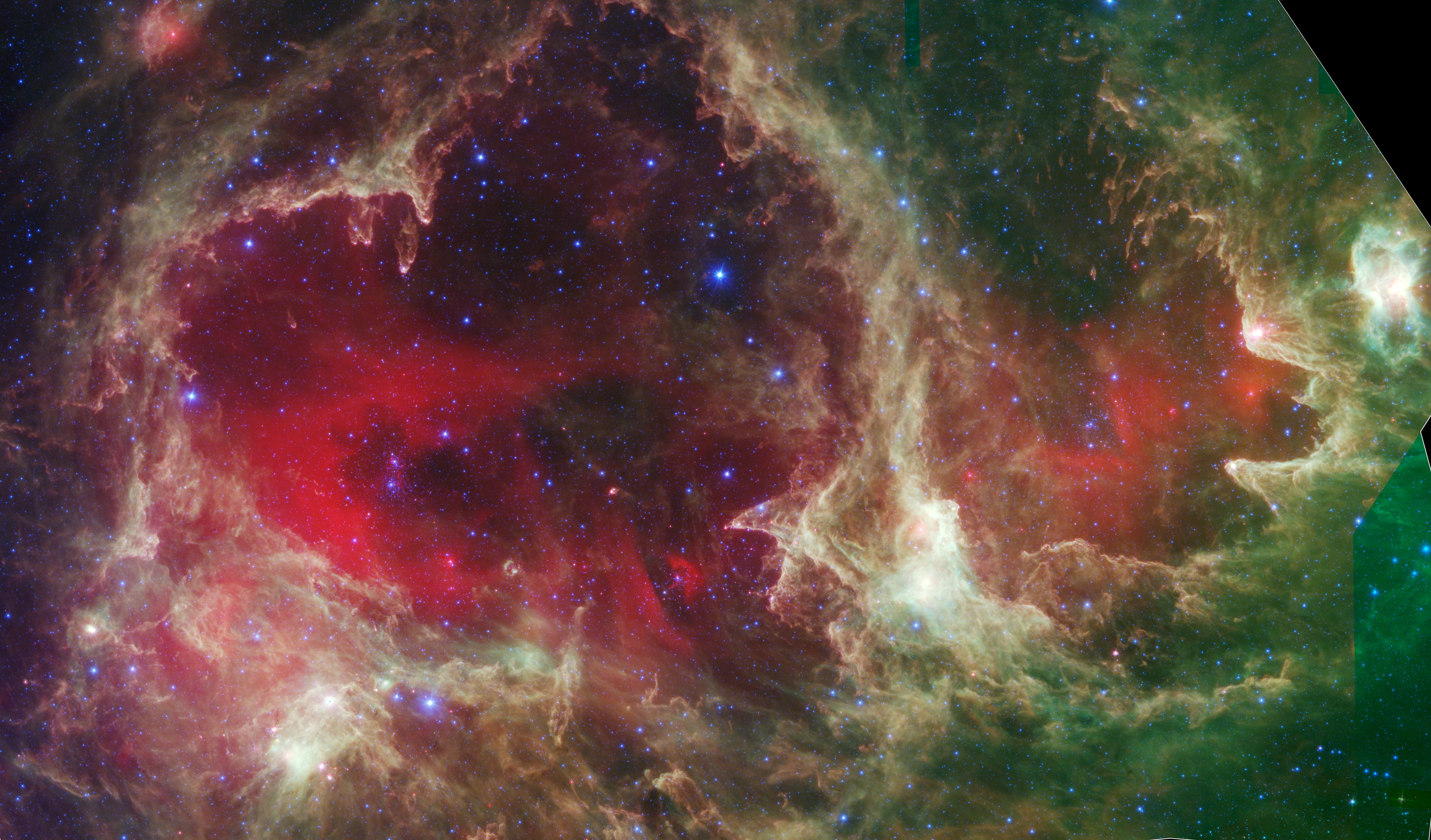
Imagem em infravermelho da região de formação estelar W5 (Allen), captada pelo Spitzer.

O Infrared Spectrograph (IRS) é um dos três instrumentos científicos que fornece imagens de alta e baixa resolução para comprimentos de ondas de tamanho médio de infravermelho.
Espectrômetros são instrumentos que dividem a luz em vários comprimentos que a constituem. Com este espectro os astrônomos estudam as linhas de emissão e de absorção e isso permite determinar quais são os átomos e molécula que constituem o objeto que está sendo observado.
O IRS é constituído de quarto módulos separados: : baixa resolução, comprimento de onda curta, cobrindo a faixa de 5,3 até 14 micrômetro; : alta resolução, comprimento de onda curta, cobrindo a faixa de 10 até 19,5 micrômetros; : baixa resolução, comprimento de onda longo, cobrindo a faixa de 14 até 40 micrômetros; : e alta resolução, comprimento de onda longo, cobrindo a faixa de 19 até 137 micrômetros.
Cada módulo possui sua própria abertura para receber a luz infravermelha. O detector tem as dimensões de 128 x128 pixels de comprimento. Os detectores de ondas de comprimento curto são feitos de arsênico. Os detectores de ondas de comprimento longo são feitos com antimônio.
O IRS é um instrumento que fisicamente é composto por duas partes distintas, a parte refrigerada que está localizada dentro da câmara de múltiplos instrumentos do Spitzer e a parte não refrigerada ou dita quente, que está localizada na base do telescópio. O IRS não possui nenhuma parte móvel.

### Fotômetro imageador multibanda
O Multiband Imaging Photometer for Spitzer (MIPS) é um dos três instrumentos científicos do Observatório e fornece imagens e limitada análise espectrográfica para comprimentos de ondas distantes da faixa infravermelha. O detector de silício com tratamento especial com arsênico consiste em um detector de 128 x 128 pixels de tamanho, para obter imagens de comprimento de onda de 24 micrômetros. O detector de 32 x 32 pixels é para imagens de 70 micrômetros e o detector de 2 x 20 pixels é usado para obter imagens de 160 micrômetros.
Ambos usam como detector o germânio tratado com gálio. O detector de 32 x 32 pixel enxerga espectro de comprimento entre 50 até 100 micrômetros. O campo de visão do MIPS varia de 5 x5 arco minuto, para comprimento de ondas curtas e 0,5x5 arco minuto, para comprimento de ondas longas.
Os três detectores, os calibradores, o espelho escaneador e os componentes ópticos fazem parte do setor criogênico do MIPS. Toda esta estrutura é montada na câmara resfriada do Spitzer. Em adicional, o MIPS e o IRS compartilham a mesma parte dita quente do telescópio para as suas operações. A única parte móvel do MIPS é o espelho escaneador que é utilizado para mapear eficientemente as áreas do céu.

## Invólucro externo

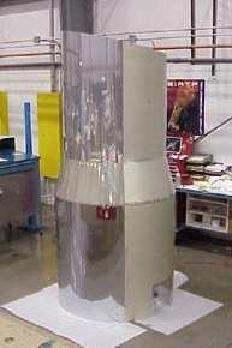
Invólucro protetor térmico-mecânico

O invólucro externo é feito de material leve. Trata-se de um sanduíche de alvéolos de alumínio.
É pintado de preto na face que não recebe a luz solar, para uma mais eficiente troca de calor com o frio do espaço. É brilhante para o lado do Sol, com a finalidade de rejeitar todo o calor do Sol e dos painéis solares. Para maximizar o tempo de uso do hélio, o invólucro externo é mantido na temperatura mais baixa possível. As fontes de calor do invólucro externo são a própria nave espacial, situada abaixo do telescópio, o painel solar e o sistema de rastreamento das estrelas.
O invólucro externo é vedado em seu topo, quando a nave espacial ejeta nitrogênio a fim de que não contamine o espelho e outras superfícies.
O escudo térmico é da dimensão e forma tal que o observatório sempre fique na sombra, quando o Observatório estiver funcionando normalmente.

## Criostato

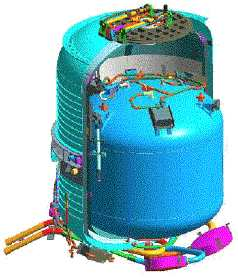
Corte esquemático do criostato do Spitzer

De uma forma geral, os instrumentos científicos do Spitzer necessitam para funcionar apropriadamente, que sejam mantidos muito frio.
Tudo isso devido ao fato que os detectores de infravermelho serem muito sensíveis ao frio.
Se os instrumentos não estiverem muito frios, o próprio calor deles deverá interferir no estudo das fracas radiações infravermelhas dos corpos celestes.
O criostato deve manter os instrumentos científicos a uma temperatura abaixo de 1,4 Kelvins por um período superior a cinco anos. O criostato faz tal serviço graças ao hélio líquido, cujo vapor é lançado sobre os instrumentos, e ajuda a mante-los frios.
O criostato consiste em um tanque a vácuo, cujo interior está cheio de vapor resfriado de hélio e de sistemas de gerenciamento deste fluido. O tanque tem uma capacidade para 360 litros de hélio superfluido.
O telescópio está fixado no seu topo do emissor de vapor gelado do criostato. O telescópio e o invólucro do criostato são lançados à temperatura ambiente e esfriados 35 graus kelvins quando em órbita.
O vácuo do criostato deve ser selado quando de sua manobra na Terra e no seu lançamento ao espaço. Uma vez no espaço e os instrumentos são resfriados até o ponto de sua utilização. A porta superior do telescópio é aberta e a luz pode iluminar os instrumentos científicos da câmara multi-instrumental.
O telescópio e o criostato são envolvidos por outro invólucro. O invólucro destina-se a manter o calor exterior distante do telescópio e dos instrumentos científicos.

## Fim da missão
Em 31 de janeiro de 2020, a NASA desligou um desses telescópios espaciais de longa duração. A agência ficou sem dinheiro para financiar a espaçonave. Em 2017, a NASA começou a procurar organizações privadas para assumir o Spitzer, que custou cerca de US $ 12 milhões para operar em 2018, segundo a NASA. Essa pesquisa não teve êxito. Portanto, foi tomada a decisão de colocar o Spitzer em hibernação, o que significa que o telescópio não coletará mais dados e os enviará de volta à Terra.

## Resultados
Em 2005, Spitzer capturou luz direta de planetas extra-solares pela primeira vez. Muitas outras descobertas se seguiram nos quatro anos subsequentes, incluindo ver a luz dos objetos mais antigos do universo, mapear o clima em um planeta extra-solar pela primeira vez, encontrar vapor de água em outro planeta extra-solar e identificar um novo anel (o anel de Phoebe ) em torno de Saturno.
O suprimento de hélio líquido do observatório finalmente se esgotou às 22h11 de 15 de maio de 2009, quase seis anos após o lançamento. Nesse ponto, os cientistas da missão reconfiguraram a missão como Spitzer Warm Mission, que usaria os dois módulos de menor comprimento de onda da câmera de infravermelho (IRAC), que não exigia o funcionamento do hélio criogênico, para futuras observações.
Em agosto de 2010, dados de Spitzer revelaram a identificação do primeiro planeta rico em carbono (conhecido como WASP-12b) orbitando uma estrela. Em outubro de 2012, os astrônomos anunciaram que os dados do observatório haviam permitido uma medição mais precisa da constante Hubble, a taxa na qual o universo está se distanciando.
Em agosto de 2014, observou uma erupção de poeira em torno de uma estrela (NGC 2547-ID8), possivelmente causada por uma colisão de grandes asteróides. Pensa-se que tais impactos levem à formação de planetas.
Foi anunciada em abril de 2015 a descoberta de um dos planetas mais distantes já identificados, a cerca de 13.000 anos-luz da Terra e, em março de 2016, a descoberta da galáxia mais remota já detectada, uma galáxia com alto desvio para o vermelho conhecida como GN-z11, como parte do projeto Frontiers Field, que combina o poder de Spitzer, Hubble e Chandra.
Em fevereiro de 2017, a NASA anunciou que Spitzer havia revelado o primeiro sistema conhecido de sete planetas do tamanho da Terra em torno de uma única estrela. Três dos planetas estão firmemente localizados na zona habitável, a área ao redor da estrela-mãe, onde é provável que um planeta rochoso tenha água líquida. A descoberta estabeleceu um recorde para o maior número de planetas da zona habitável encontrados em torno de uma única estrela fora do nosso sistema solar.